# 朱家庄墓群
朱家庄墓群，位于中国甘肃省定西市安定区，为一个省级文物保护单位，类型为古墓葬。
朱家庄墓群的历史年代为汉代。